# ZON Multimédia
ZON Multimédia var ett portugisiskt mediabolag med inriktning på kabel-tv, internet, telefoni, mobiltelefoni, distribution av film, m.m.